# Suka Merindu (Talo Kecil)
Suka Merindu is een bestuurslaag in het regentschap Seluma van de provincie Bengkulu, Indonesië. Suka Merindu telt 975 inwoners (volkstelling 2010).